# Almanaque das Trilhas Sonoras
Almanaque das Trilhas Sonoras é uma série brasileira produzida pela TV Gazeta e exibida pela emissora de 8 a 27 de fevereiro de 2015, totalizando oito capítulos. Foi escrito por Rodrigo Rodrigues e Pedro Ernesto com direção geral de Máurio Galera, Robson Valichieri e Ross Salinas. Apresentado por Rodrigo Rodrigues a série traz em cada episódio temas musicais marcantes do cinema, com participações do cantor e apresentador Ronnie Von, o músico Marcos Kleine, guitarrista do Ultrage a Rigor, Edgard Piccoli, o músico Kid Vinil, o humorista, ator e músico Bruno Sutter, VJ, músico e apresentador Luiz Thunderbird, a apresentadora Maria Cândida entre outros. Estão presentes músicas do Pink Floyd, Elvis Presley, Beatles e Madonna, entre outros

## Apresentador
O programa é apresentado pelo Jornalista, Escritor, Músico e Escritor Rodrigo Rodrigues. Ele já apresentou o Bate-Bola na ESPN e também tem passagens pelo SBT (Sistema Brasileiro de Televisão), pela Rede Bandeirantes e TV Cultura. O Jornalista é autor dos livros “As Aventuras da Blitz” e “Almanaque da Música Pop no Cinema”. Recentemente lançou o livro-guia de Londres, “London London”. Rodrigo Rodrigues também é guitarrista da banda “The Soundtrackers”, que toca clássicos que fizeram sucesso no cinema

## Episódios

### Episódio 1
No episódio de estreia, participam Ronnie Von, cantor, compositor e apresentador do programa Todo Seu, João Máximo, jornalista e autor do livro A Música do Cinema, Luiz Thunderbird, músico e apresentador, Rubens Ewald Filho, jornalista e crítico de cinema, Edgard Piccoli, apresentador, músico e radialista, Helder Moreira, sósia do cantor Elvis Presley, e Kid Vinil, cantor, compositor e jornalista.

### Episódio 2
O segundo episódio da série fala sobre os filmes sobre os Beatles, como A Hard Day's Night (filme), 'Os Reis do Ié Ié Ié" (Título brasileiro), I Wanna Hold Your Hand, em português: "Febre de Juventude". Curiosidades sobre os filmes e sobre as músicas estão presentes no episódio. Com participações de 
Ronnie Von, cantor, compositor e apresentador do programa Todo Seu, João Máximo, jornalista e autor do livro A Música do Cinema, Luiz Thunderbird, músico e apresentador, Rubens Ewald Filho, jornalista e crítico de cinema, Edgard Piccoli, apresentador, músico e radialista, e Kid Vinil, cantor, compositor e jornalista.

### Episódio 3
O terceiro episódio da série traz as trilhas e curiosidades sobre o filme 007. Com participações de Ronnie Von, cantor, compositor e apresentador do programa Todo Seu, João Máximo, jornalista e autor do livro A Música do Cinema, Luiz Thunderbird, músico e apresentador, Rubens Ewald Filho, jornalista e crítico de cinema, Edgard Piccoli, apresentador, músico e radialista, e Kid Vinil, cantor, compositor e jornalista, Marcos Kleine, guitarrista do Ultrage a Rigor

### Episódio 4
O quarto episódio da série mostra as trilhas marcantes da Década de 1970. Começando no final da Década de 1960, Rodrigo Rodrigues considera indispensáveis os filmes: "A Primeira Noite de um Homem" em 1967 de Dustin Hoffman com as músicas Mrs. Robinson de Paul Simon e The Sounds of Silence, ambas interpretadas pela dupla Simon & Garfunkel e o filme Easy Rider, filme dirigido por Dennis Hopper com a música Born to Be Wild do Steppenwolf O episódio também traz os filmes The Godfather, "O Poderoso Chefão" (título brasileiro), Os Embalos de Sábado à Noite, com Staying Alive do Bee Gees, ABBA: The Movie e Grease. Nelson Motta é uma das participações especiais deste epísodio,

### Episódio 5
O quinto episódio da série trata sobre os filmes biografias de astros da música. Estão presentes os filmes "Jersey Boys: Em Busca da Música (2014)", "The Buddy Holly Story" (1978), "La Bamba" (1987), "Sid & Nancy" (1986), filme sobre o baixista do Sex Pistols, "The Doors" (1991), "Tina (filme)" (1993), "Ray" (2004), "Elvis, O Único de uma Lenda" (2005), filme sobre Elvis Presley. "The Runaways" (2010), "Tim Maia: Não Há Nada Igual" (2014), "Cazuza, O Tempo Não Para" (2004), "The Commitments" (2003), "The Wonders. O Sonho Não Acabou" (1996)

### Episódio 6
O sexto episódio da série fala sobre a primeira metade da década de 1980. "Fama" (1980), "Xanadu" (1980), "Rocky III" (1982), "Purple Rain" (1984), "Um Tira da Pesada" (1984), filme com Eddie Murphy, entre outros filmes que estão presentes no episódio 5 da série.

### Episódio 7
O sétimo episódio é uma continuação do episódio 6. Focado na segunda metade da década de 1980.

### Episódio 8
A série é encerrada com as trilhas que marcaram os filmes da década de 1990 e da década de 2000.

## Ficha Técnica
| Apresentador       | Rodrigo Rodrigues                              |
| Direção            | Robson Valichieri, Ross Salinas                |
| Produção           | Ana Luisa Pacheco, Natália Gallego             |
| Editor de Texto    | Rodrigo Rodrigues, Pedro Ernesto (radialista)  |
| Edição             | Henrique Mattos, Vavá Saito.                   |
| Operação de Câmera | Fernado Moreno, João Pedro Montans, Paulo Koba |
| Computação Gráfica | Richieri Pazetti                               |
| Direção Geral      | Máurio Galera, Robson Valichieri, Ross Salinas |